# Olivier Marlière
Olivier Marlière, né le 24 janvier 1950 à Valenciennes, est un homme politique français. Il est notamment maire de Valenciennes de 1988 à 1989, à la suite de la démission de Pierre Carous.

## Mandats électoraux
- Maire de Valenciennes (1988-1989)
- Député du Nord (1986-1988)
- Conseiller général du canton de Valenciennes-Est (1985-1988)